# Monophyllus
Monophyllus là một chi động vật có vú trong họ Dơi mũi lá, bộ Dơi. Chi này được Leach miêu tả năm 1821. Loài điển hình của chi này là Monophyllus redmani Leach, 1821.

## Các loài
Chi này gồm các loài: